# Stig Strömholm

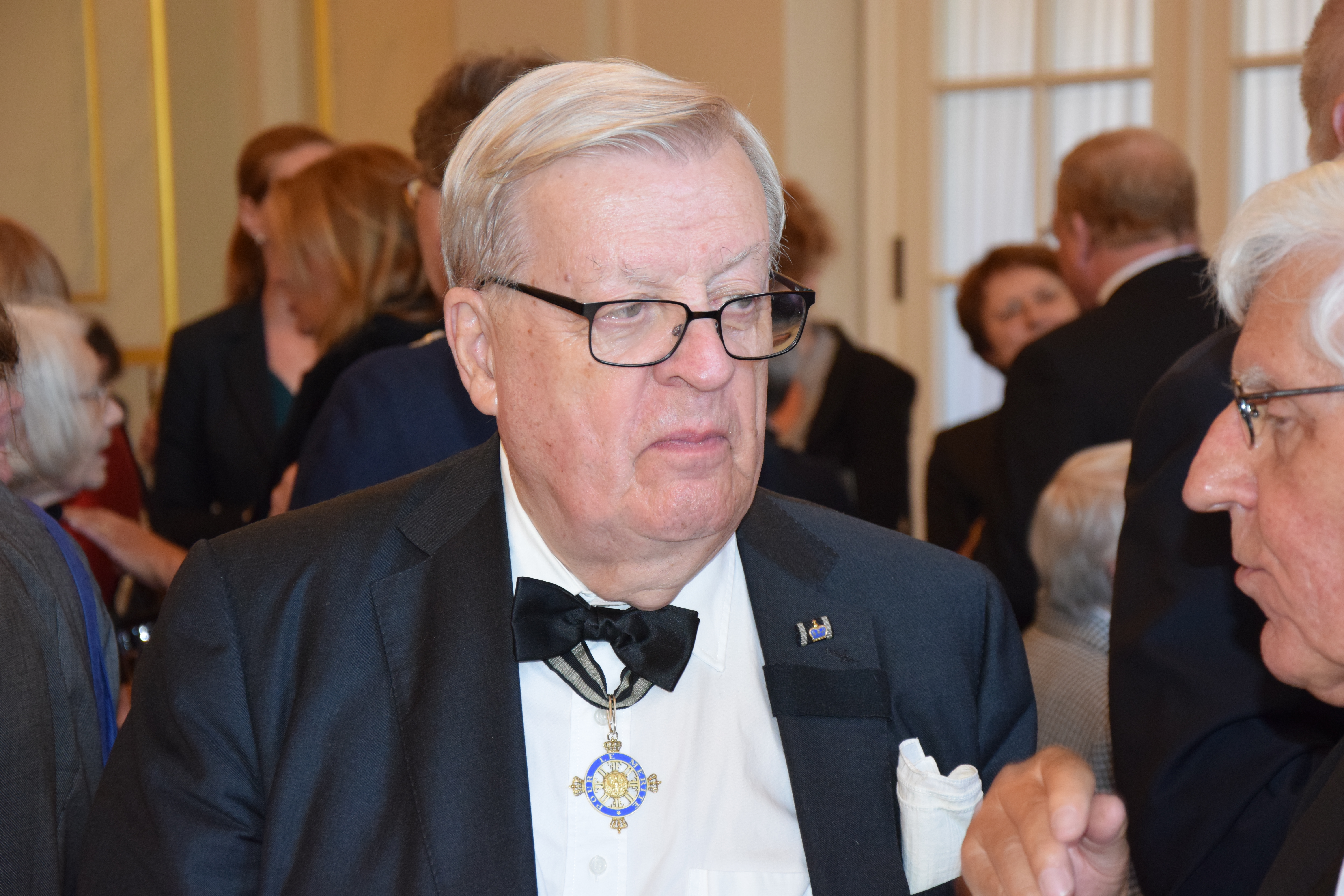
Stig Strömholm 2014.

Stig Fredrik Strömholm, född 16 september 1931 i Boden, är en svensk rättslärd. Han var Uppsala universitets rektor 1989–1997 och är professor emeritus i civilrätt med internationell privaträtt. Strömholm var tidigare professor vid samma universitet i allmän rättslära. Han är även författare och litteraturkritiker, samt tidigare reservofficer. Syskon inkluderar ambassadör Sten Strömholm samt halvbrodern, fotograf Christer Strömholm.

## Biografi
Efter studentexamen vid Katedralskolan i Uppsala, den stad där han växte upp, blev Strömholm filosofie kandidat 1952 och juris kandidat 1957 vid Uppsala universitet. Han var 1956–1957 förste kurator vid Norrlands nation i Uppsala. Diploma of Comparative Legal Studies i Cambridge 1959. Juris licentiat 1960. Han blev juris doktor vid universitetet i München 1964 och juris doktor vid Uppsala universitet 1966. Hans doktorsavhandling, Le droit moral de l'auteur, om 950 sidor i två band, handlade om upphovsrätt i ett historiskt perspektiv; en tredje del utkom senare. Samma år blev han docent i jämförande rättsvetenskap vid Uppsala universitet. Tre år senare utsågs han till professor där i allmän rättslära, och 1982 i civilrätt med internationell privaträtt. Efter att ha varit universitetets prorektor sedan 1978, utsågs han 1989 till rector magnificus vid Uppsala universitet, en post han innehade till 1997 då han blev emeritus.
Han har flera hedersdoktorat, var inspektor vid Norrlands nation (1978–2003) och är en synnerligen produktiv författare av juridisk litteratur såväl som skönlitteratur. Han debuterade som skönlitterär författare 1975 med romanen Dalen, och har därefter utkommit med ett tjugotal böcker. Dalen inledde en trilogi, som utspelar sig i Frankerriket på 400-talet vid hunnernas invasion. Den har översatts till tyska och danska, till det senare språket av drottning Margrethe av Danmark. Han har vidare varit verksam som översättare, med Saint-Simons Minnen från Ludvig XIV:s hov 1691–1723.
Som vetenskapsman har han bland annat deltagit i Haag-konferensen om produktansvar, Europarådets expertkommitté för mänskliga rättigheter, Europarådets konferens för de europeiske juridiska fakulteter, European Cultural Foundation och European Science Foundations.
1980 utsågs han till ordförande för Max-Planck-Institut für ausländisches und internationales Patent-, Urheber- und Wettbewerbsrecht. Från 1979 var han preses för Kungliga Vetenskapssamhället i Uppsala, 1985–1993 för Kungliga Vitterhets Historie och Antikvitets Akademien och 1997–2001 för Academia Europaea. Läsåret 1995/1996 var Strömholm Honorary President för Coimbragruppen. Han valdes till utländsk ledamot av Finska Vetenskaps-Societeten år 1981 och kallades till dess hedersledamot år 1988. Han är ledamot av Kungliga Vetenskapsakademien sedan 1989, korresponderande ledamot av franska Académie des sciences morales et politiques, ordförande i Riksbankens Jubileumsfond och styrelseordförande för Institutet för Rättsvetenskaplig Forskning.
Åren 1998–2005 var han ordförande i Universitets- och studenthistoriska sällskapet i Uppsala.
Den 6 juni 2012 mottog professor Strömholm Serafimermedaljen för sina synnerligen förtjänstfulla insatser inom svenskt universitetsväsen och kulturliv.
Stig Strömholm var till makans död gift med juris och filosofie kandidat Gunilla Strömholm, född Forslund (1935–2013), från Skellefteå.